# Rothwell (West Yorkshire)
Rothwell è una cittadina di 20 354 abitanti della contea del West Yorkshire, in Inghilterra.